# Frédéric Reculeau
Frédéric Reculeau est un footballeur puis entraîneur français, né le 23 février 1972 à Fontenay-le-Comte. Il évolue au poste de milieu offensif avant d'exercer comme entraîneur à partir de 2005.

## Carrière

### Joueur
Fils de Michel Reculeau, président du club de Luçon de 1987 à 2016, Frédéric Reculeau a évolué durant quatorze ans au club de Luçon VF de 1978 à 2005 en tant que joueur amateur.

### Entraîneur
Il commence sa carrière d'entraîneur en juillet 2004, comme entraîneur adjoint chargé de l'équipe B, puis comme entraîneur principal en 2005 au sein de l'équipe première alors en CFA 2, qu'il fera monter en CFA en 2008, puis en Championnat de France de football National en 2013.
Les résultats sont au rendez-vous et la montée en Ligue 2 n'était pas très loin en terminant 5e en 2015 mais les problèmes financiers et le dépôt de bilan du club la saison suivante le contraignent à quitter une équipe avec laquelle il a évolué durant vingt-cinq années en tant que joueur puis entraîneur. Il reçoit lors de la cérémonie de remise des Trophées du National 2015 la distinction de meilleur entraîneur.
Le 9 juin 2016, il s'engage chez le voisin Les Herbiers VF. Il est écarté le 16 janvier 2018, remplacé par son adjoint Stéphane Masala.
Le 28 mai 2018, il s'engage à l'US Avranches. Il y reste jusqu'en mai 2022.